# Sulli
Choi Jin-ri (hangul: 최진리; rr: Choe Jin-ri; MR: Ch'oe Chin-ri;  29 de março de 1994 – 14 de outubro de 2019), mais conhecida pelo seu nome artístico Sulli (hangul: 설리; hanja: 雪莉; rr: Seol-li; MR: Sŏlli; /ˈsʌli/), foi uma atriz, cantora e modelo sul-coreana. Sulli fez sua estreia como atriz infantil, aparecendo como membro do elenco de apoio no drama histórico da SBS Ballad of Seodong (2005). Depois disso, apareceu nas séries de televisão Love Needs a Miracle (2005), Drama City (2007) e no filme Vacation (2006). Posteriormente, apareceu nos filmes independentes Punch Lady (2007) e BA:BO (2008), o seu primeiro papel dramático substancial.
Depois de assinar um contrato com a SM Entertainment, Sulli ganhou destaque como membro do grupo feminino de kpop f(x), formado em 2009. O grupo alcançou tanto sucesso crítico, quanto comercial, com quatro singles coreanos em primeiro lugar nos rankings, e grande reconhecimento internacional após se tornar o primeiro grupo de K-pop a se apresentar no SXSW. Simultaneamente à sua carreira musical, Sulli voltou a atuar, estrelando a série de comédia romântica da SBS, To the Beautiful You (2012), uma adaptação coreana do popular mangá shoujo japonês Hanazakari no Kimitachi E (Hana-Kimi), onde sua performance foi aclamada pela crítica e público, lhe rendendo dois prêmios SBS Drama Awards e uma indicação no 49º Baeksang Arts Awards.
A carreira cinematográfica de Sulli progrediu com ela estrelando a fantasia de espadachins The Pirates (2014) e o drama adolescente Fashion King (2014). Durante a turnê de imprensa de The Pirates, Sulli entrou em hiato na indústria do entretenimento devido a problemas de saúde e, após um ano ausente das promoções com o grupo f(x), ela o deixou em agosto de 2015. Entre 2015 e 2017, ela embarcou em várias campanhas de modelagem antes de se tornar embaixadora global da marca Estée Lauder. Sulli chamou a atenção com seu papel no suspense experimental neo-noir Real (2017). Mais tarde, ela retornou à indústria da música em 2018, fazendo uma aparição no single "Dayfly" do cantor Dean, e lançando seu primeiro single solo "Goblin", em junho de 2019, seu último projeto musical antes de sua morte. Em 14 de outubro de 2019, Sulli foi encontrada morta em sua residência, aos 25 anos de idade.
Sulli era reconhecida em vida como uma figura proeminente na cultura popular coreana, por sua personalidade honesta na defesa de ideais feministas e das discussões sobre misoginia, saúde mental e pressão estética, financeira e psicológica nos idols do entretenimento sul-coreano, tornando-se a pessoa mais pesquisada na Coreia do Sul em 2017, à frente até mesmo do então Presidente da Coreia do Sul, Moon Jae-in.

## Início da vida
Sulli nasceu em 29 de março de 1994 em Haeundae-gu, Busan, Coreia do Sul. Seu verdadeiro nome é Choi Jin-ri, Jinri significa a verdade em coreano. Ela é a única filha de sua família, tendo dois irmãos mais velhos e um irmão mais novo. Sua mãe a matriculou em uma escola de atores quando ela era ainda muito jovem.
Sulli foi pela primeira vez para Seul, em 2004, enquanto estava na 4ª série e, em 2005 começou a atuar profissionalmente como a princesinha Sunhwa no drama da SBS, The Ballad of Seodong, e algum tempo depois, teve uma participação especial em mais um drama da SBS, Love Needs a Miracle. Mais tarde, ela desenvolveu um desejo de se tornar uma cantora, um sonho que ela seguiu participando de uma audição da SM, durante o qual ela cantou a música S.E.S intitulada Chingu (Friend). Após a audição, ela foi oficialmente lançada como uma trainee da SM e em 2005, enquanto estava na quinta série, se mudou para um dormitório com Taeyeon e Tiffany do Girls' Generation.

### Educação
Sulli estudou no Jungbu Elementary School (중부 초등학교) e, em seguida, Chungdam Middle School (청담 중학교). Ela se formou no Seul Performing Arts High School de Suzy do miss A e sua colega Yookyung do APink, mantendo o foco na atuação. Sulli é caracterizada atualmente na página inicial do site de sua escola.

## Atuação
Sulli começou a atuar profissionalmente aos 11 anos de idade, quando foi selecionada para interpretar a jovem princesa Sun-hwa no drama de televisão da SBS, The Ballad of Seo-dong. Poucos meses depois, ela fez uma aparição no Love Needs a Miracle, outro drama de televisão da SBS. Em 2006, ela fez uma pequena aparição como a paixão de infância de Micky Yoochun no drama teatral Vacation. Sulli depois, conseguiu um papel menor em Punch Lady e The Flower Girl is Here (2007) e também BABO (2008).
Em 26 de abril de 2012, Sulli junto com seu companheiro de gravadora, Minho foram confirmados para os papéis principais para novo drama da SM Entertainment, To The Beautiful You, uma versão coreana de Hana-Kimi. O drama foi dirigido por Jun Ki Sang, e começou a ser exibido em 15 de agosto na SBS.

## Morte
No dia 14 de outubro de 2019, Sulli foi encontrada sem vida por seu empresário em sua casa em Seongnam, ao sul da capital sul-coreana, Seul. A causa da morte foi confirmada como suicídio.
Pessoas próximas de Sulli afirmam que ela sofria com problemas depressivos há um tempo. 
Desde sua época no f(x), Sulli envolveu-se em controvérsias sendo contra o padrão comportamental coreano e falando abertamente sobre assuntos considerados polêmicos, como feminismo, saúde mental e Cyberbullying. Sulli também era aberta com informações sobre seus relacionamentos, algo nada comum para artistas de K-Pop, muitas vezes sendo proibido pelas empresas. Devido a isso, era constantemente atacada por comentários online. Os fãs acreditam que Sulli tenha cometido suicídio devido aos ataques online.
O funeral seria fechado somente para amigos e família, mas a empresa SM Entertainment decidiu que abriria para os fãs prestarem suas condolências.
Sulli era colega de empresa do cantor Jonghyun, que também sofria de depressão profunda e cometeu suicídio no dia 18 de dezembro de 2017. E em 24 de novembro de 2019, Goo Hara, amiga próxima de Sulli, também cometeu suicídio. Hara já havia tido uma tentativa de suicídio em maio de 2019, mas foi resgatada a tempo pelo seu empresário.

## Discografia

### Maxi-singles
| Goblin                                                                       | - Lançamento: 29 de junho de 2019 - Gravadora: SM Entertainment - Formatos: CD, download digital Lista de Músicas 1. Goblin (고블린) 2. On The Moon (온더문) 3. Dorothy (도로시) | ASA | ASA |
| "—" denotes releases that did not chart or were not released in that region. | |     |     |

### Singles
| Título                                                                       | Ano  | Posições nas paradas | Vendas     | Álbum            |
| Título                                                                       | Ano  | KOR                  | Vendas     | Álbum            |
| ---------------------------------------------------------------------------- | ---- | -------------------- | ---------- | ---------------- |
| "dayfly" (하루살이) Dean (feat. Sulli & Rad Museum)                          | 2018 | 37                   | 38.038.143 | single sem álbum |
| "Goblin" (고블린)                                                            | 2019 | ASA                  | ASA        | Goblin           |
| "—" denotes releases that did not chart or were not released in that region. |      |                      |            |                  |

## Filmografia

### Filmes
| Ano  | Título                                                   | Papel         | Notas                                            |
| ---- | -------------------------------------------------------- | ------------- | ------------------------------------------------ |
| 2007 | Punch Lady                                               | Gwak Chun-sim |                                                  |
| 2008 | BABO                                                     | Ji-ho (jovem) |                                                  |
| 2010 | Sammy's avonturen: De geheime doorgang                   | Shelly        | Dublagem coreana com Daesung do Big Bang (banda) |
| 2012 | I AM. - SM Town Live World Tour in Madison Square Garden | Ela mesma     | Documentário da SMTown em Nova Iorque            |
| 2014 | The Pirates                                              | Heuk-myo      | Papel Secundário                                 |
| 2014 | Fashion King                                             | Kwak Eun-jin  | Papel Principal                                  |
| 2016 | Real                                                     | Song Yoo-hwa  | Papel Secundário                                 |
| 2017 | Burning                                                  |               | Papel principal                                  |

### Dramas
| Ano  | Título                 | Papel                           | Notas                                     |
| ---- | ---------------------- | ------------------------------- | ----------------------------------------- |
| 2005 | The Ballad of Seo-dong | Princesa Sun-hwa (jovem)        |                                           |
| 2005 | Love Needs A Miracle   | Na Sun Ju                       |                                           |
| 2006 | Vacation               | Jin Joo                         | Episódio 4: "Eternal"                     |
| 2007 | Drama City             | No Kkot-Boon                    | Episódio: "The Flower Girl is Here"       |
| 2010 | Oh! My Lady            | Companheira de corrida de Siwon | Participação especial; Episódio 1         |
| 2011 | Welcome to the Show    | Ela mesma                       |                                           |
| 2012 | To The Beautiful You   | Goo Jae Hee                     | Protagonista; Versão coreana de Hana-Kimi |

### Programas
| Ano       | Título       | Papel     | Notas                         |
| --------- | ------------ | --------- | ----------------------------- |
| 2010-2011 | Inkigayo     | Ela mesma | Apresentadora                 |
| 2011      | Strong Heart | Ela mesma | Convidada (Ep. 143)           |
| 2011      | Running Man  | Ela mesma | Convidada (Ep.55)             |
| 2012      | Running Man  | Ela mesma | Convidada (Ep.75)             |
| 2013      | Running Man  | Ela mesma | Convidada (Ep.129, 153 e 154) |

### Documentários
| Ano  | Título        | Papel     | Notas        |
| ---- | ------------- | --------- | ------------ |
| 2023 | Persona:Sulli | Ela mesma | Protagonista |

## Prêmios
| Ano  | Prêmio                  | Categoria                                     | Resultado |
| ---- | ----------------------- | --------------------------------------------- | --------- |
| 2005 | Prettiest Child Contest | Big Ribbon Child Award                        | Venceu    |
| 2012 | Mnet 20's Choice Awards | Upcoming 20's                                 | Venceu    |
| 2012 | SBS Drama Awards        | Prêmio de Popularidade (To The Beautiful You) | Venceu    |
| 2012 | SBS Drama Awards        | Prêmio de Melhor Casal (com Minho)            | Venceu    |
| 2012 | SBS Drama Awards        | New Star Award (To The Beautiful You)         | Venceu    |
| 2013 | PaekSang Arts Awards    | Most Popular - Atriz (TV)                     | Venceu    |